# In Gewahrsam
In Gewahrsam (Originaltitel: Detainment) ist ein irischer Kurzfilm von Vincent Lambe aus dem Jahr 2018. Der Film beruht auf dem Mord an James Bulger durch zwei 10-jährige Kinder in England. Er wurde in der Kategorie Bester Kurzfilm bei der 91. Oscarverleihung 2019 nominiert.

## Handlung
Im Film werden die beiden Jungen Jon und Robert getrennt voneinander verhört. Ihnen wird vorgeworfen, den zweijährigen James aus einem Einkaufszentrum entführt und anschließend ermordet zu haben.

## Hintergrund
Die realen Verhörprotokolle von Jon Venables und Robert Thompson bilden die Grundlage der Handlung von In Gewahrsam. Laut Regisseur und Drehbuchautor Vincent Lambe ist es das Anliegen des Films, zu verstehen, warum die Jungen den Mord begingen. Er möchte somit einen Kontrast zu der in den Boulevardmedien kolportierten Meinung setzen, die Jungen seien einfach "böse".

## Rezeption
In Gewahrsam erhielt generell eher positive Kritiken. Insbesondere die Leistungen der Jungschauspieler wurden hierbei gelobt. Der Film erhielt bislang die Zustimmung von 83 Prozent aller Kritiker bei Rotten Tomatoes bei einer durchschnittlichen Bewertung von 7,8 der möglichen 10 Punkte.
Der Film wurde kritisiert, weil er ohne die Zustimmung der Eltern des ermordeten James Bulger entstand. Die Mutter wirft dem Film vor, Sympathie für die Täter zu erzeugen und forderte mit einer Petition, die Oscarnominierung zurückzunehmen.

## Auszeichnungen (Auswahl)
- Nominierung in der Kategorie „Bester Kurzfilm“ bei der Oscarverleihung 2019[7]
- Special Jury Award beim Young Director Award während des Cannes Lions International Festival of Creativity von 2018[8]
- Don Quixote Award beim 58. Krakowski Festiwal Filmowy[9]